# Lista över fornlämningar i Sigtuna kommun (Vidbo)
Lista över fornlämningar i Sigtuna kommun (Vidbo) är en förteckning av ett urval av de fornlämningar som finns i Vidbo i Sigtuna kommun.
| Namn                              | Lämningstyp                      | Tillkomsttid | Historisk indelning | Plats | Läge                 | ID-nr          | Bild                                      |
| --------------------------------- | -------------------------------- | ------------ | ------------------- | ----- | -------------------- | -------------- | ----------------------------------------- |
| Vidbo 1:1                         | Gravfält                         |              | Vidbo, Uppland      |       | 59.716346, 18.013348 | 10011000010001 | Ladda upp en bild av detta fornminne      |
| Vidbo 2:1                         | Stensättning                     |              | Vidbo, Uppland      |       | 59.715979, 18.013926 | 10011000020001 | Ladda upp en bild av detta fornminne      |
| Vidbo 2:2                         | Hög                              |              | Vidbo, Uppland      |       | 59.715821, 18.013973 | 10011000020002 | Ladda upp en bild av detta fornminne      |
| Vidbo 3:1                         | Gravfält                         |              | Vidbo, Uppland      |       | 59.715190, 18.013660 | 10011000030001 | Ladda upp en bild av detta fornminne      |
| Vidbo 4:1                         | Gravfält                         |              | Vidbo, Uppland      |       | 59.715444, 18.014321 | 10011000040001 | Ladda upp en bild av detta fornminne      |
| Vidbo 5:1                         | Hög                              |              | Vidbo, Uppland      |       | 59.713843, 18.015561 | 10011000050001 | Ladda upp en bild av detta fornminne      |
| Vidbo 5:2                         | Stensättning                     |              | Vidbo, Uppland      |       | 59.713795, 18.015236 | 10011000050002 | Ladda upp en bild av detta fornminne      |
| Vidbo 5:3                         | Stensättning                     |              | Vidbo, Uppland      |       | 59.713695, 18.015178 | 10011000050003 | Ladda upp en bild av detta fornminne      |
| Vidbo 5:4                         | Stensättning                     |              | Vidbo, Uppland      |       | 59.713590, 18.015073 | 10011000050004 | Ladda upp en bild av detta fornminne      |
| Vidbo 6:1                         | Gravfält                         |              | Vidbo, Uppland      |       | 59.716877, 18.013638 | 10011000060001 | Ladda upp en bild av detta fornminne      |
| Vidbo 7:1                         | Husgrund, förhistorisk/medeltida |              | Vidbo, Uppland      |       | 59.717077, 18.016497 | 10011000070001 | Ladda upp en bild av detta fornminne      |
| Vidbo 8:1                         | Stensättning                     |              | Vidbo, Uppland      |       | 59.716663, 18.017578 | 10011000080001 | Ladda upp en bild av detta fornminne      |
| Vidbo 9:1                         | Gravfält                         |              | Vidbo, Uppland      |       | 59.716753, 18.019040 | 10011000090001 | Ladda upp en bild av detta fornminne      |
| Vidbo 12:1                        | Gravfält                         |              | Vidbo, Uppland      |       | 59.724763, 18.016590 | 10011000120001 | Ladda upp en bild av detta fornminne      |
| Vidbo 16:1                        | Runristning                      |              | Vidbo, Uppland      |       | 59.711270, 18.005146 | 10011000160001 | Ladda upp en bild av detta fornminne      |
| Vidbo 18:1                        | Runristning                      |              | Vidbo, Uppland      |       | 59.710872, 18.004660 | 10011000180001 | Ladda upp en till bild av detta fornminne |
| Vidbo 19:1                        | Hög                              |              | Vidbo, Uppland      |       | 59.707034, 18.000254 | 10011000190001 | Ladda upp en bild av detta fornminne      |
| Vidbo 19:2                        | Stensättning                     |              | Vidbo, Uppland      |       | 59.707230, 18.000889 | 10011000190002 | Ladda upp en bild av detta fornminne      |
| Vidbo 20:1                        | Gravfält                         |              | Vidbo, Uppland      |       | 59.705768, 17.998900 | 10011000200001 | Ladda upp en bild av detta fornminne      |
| Vidbo 21:1                        | Gravfält                         |              | Vidbo, Uppland      |       | 59.705219, 18.000029 | 10011000210001 | Ladda upp en bild av detta fornminne      |
| Vidbo 22:1                        | Stensättning                     |              | Vidbo, Uppland      |       | 59.705770, 18.000388 | 10011000220001 | Ladda upp en bild av detta fornminne      |
| Vidbo 22:2                        | Stensättning                     |              | Vidbo, Uppland      |       | 59.705708, 18.000510 | 10011000220002 | Ladda upp en bild av detta fornminne      |
| Vidbo 23:1                        | Gravfält                         |              | Vidbo, Uppland      |       | 59.704143, 17.994647 | 10011000230001 | Ladda upp en bild av detta fornminne      |
| Vidbo 26:1                        | Hög                              |              | Vidbo, Uppland      |       | 59.720577, 18.006970 | 10011000260001 | Ladda upp en bild av detta fornminne      |
| Vidbo 26:2                        | Hög                              |              | Vidbo, Uppland      |       | 59.720133, 18.007077 | 10011000260002 | Ladda upp en bild av detta fornminne      |
| Vidbo 26:3                        | Stensättning                     |              | Vidbo, Uppland      |       | 59.720163, 18.007788 | 10011000260003 | Ladda upp en bild av detta fornminne      |
| Vidbo 27:1                        | Gravfält                         |              | Vidbo, Uppland      |       | 59.703936, 17.988976 | 10011000270001 | Ladda upp en bild av detta fornminne      |
| Vidbo 28:1                        | Gravfält                         |              | Vidbo, Uppland      |       | 59.708179, 17.992129 | 10011000280001 | Ladda upp en bild av detta fornminne      |
| Vidbo 29:1                        | Stensättning                     |              | Vidbo, Uppland      |       | 59.728748, 18.004133 | 10011000290001 | Ladda upp en bild av detta fornminne      |
| Vidbo 31:1                        | Gravfält                         |              | Vidbo, Uppland      |       | 59.718278, 18.001384 | 10011000310001 | Ladda upp en bild av detta fornminne      |
| Vidbo 34:1                        | Stensättning                     |              | Vidbo, Uppland      |       | 59.728598, 18.014744 | 10011000340001 | Ladda upp en bild av detta fornminne      |
| Vidbo 34:2                        | Hög                              |              | Vidbo, Uppland      |       | 59.728507, 18.014576 | 10011000340002 | Ladda upp en bild av detta fornminne      |
| Vidbo 34:3                        | Stensättning                     |              | Vidbo, Uppland      |       | 59.728468, 18.014347 | 10011000340003 | Ladda upp en bild av detta fornminne      |
| Vidbo 35:1                        | Gravfält                         |              | Vidbo, Uppland      |       | 59.729587, 18.015166 | 10011000350001 | Ladda upp en bild av detta fornminne      |
| Vidbo 36:1                        | Gravfält                         |              | Vidbo, Uppland      |       | 59.730651, 18.015831 | 10011000360001 | Ladda upp en bild av detta fornminne      |
| Vidbo 37:1                        | Hög                              |              | Vidbo, Uppland      |       | 59.731414, 18.015999 | 10011000370001 | Ladda upp en bild av detta fornminne      |
| Vidbo 38:1                        | Stensättning                     |              | Vidbo, Uppland      |       | 59.740125, 18.019887 | 10011000380001 | Ladda upp en bild av detta fornminne      |
| Vidbo 39:1                        | Hög                              |              | Vidbo, Uppland      |       | 59.736341, 18.020122 | 10011000390001 | Ladda upp en bild av detta fornminne      |
| Vidbo 42:1                        | Gravfält                         |              | Vidbo, Uppland      |       | 59.735452, 18.019724 | 10011000420001 | Ladda upp en bild av detta fornminne      |
| Vidbo 43:1                        | Gravfält                         |              | Vidbo, Uppland      |       | 59.736628, 18.020521 | 10011000430001 | Ladda upp en bild av detta fornminne      |
| Vidbo 45:1                        | Gravfält                         |              | Vidbo, Uppland      |       | 59.735937, 18.021183 | 10011000450001 | Ladda upp en bild av detta fornminne      |
| Vidbo 50:1                        | Gravfält                         |              | Vidbo, Uppland      |       | 59.736476, 18.025593 | 10011000500001 | Ladda upp en bild av detta fornminne      |
| Vidbo 51:1                        | Gravfält                         |              | Vidbo, Uppland      |       | 59.710812, 18.016053 | 10011000510001 | Ladda upp en bild av detta fornminne      |
| Vidbo 53:1                        | Gravfält                         |              | Vidbo, Uppland      |       | 59.708472, 18.019115 | 10011000530001 | Ladda upp en bild av detta fornminne      |
| Vidbo 56:1                        | Gravfält                         |              | Vidbo, Uppland      |       | 59.692007, 18.009768 | 10011000560001 | Ladda upp en bild av detta fornminne      |
| Vidbo 63:1                        | Gravfält                         |              | Vidbo, Uppland      |       | 59.699765, 17.969109 | 10011000630001 | Ladda upp en bild av detta fornminne      |
| Vidbo 64:1                        | Stensättning                     |              | Vidbo, Uppland      |       | 59.708181, 17.979340 | 10011000640001 | Ladda upp en bild av detta fornminne      |
| Vidbo 64:2                        | Stensättning                     |              | Vidbo, Uppland      |       | 59.708295, 17.979584 | 10011000640002 | Ladda upp en bild av detta fornminne      |
| Vidbo 64:3                        | Stensättning                     |              | Vidbo, Uppland      |       | 59.708011, 17.979902 | 10011000640003 | Ladda upp en bild av detta fornminne      |
| Vidbo 64:4                        | Stensättning                     |              | Vidbo, Uppland      |       | 59.708062, 17.980222 | 10011000640004 | Ladda upp en bild av detta fornminne      |
| Vidbo 69:1                        | Gravfält                         |              | Vidbo, Uppland      |       | 59.743285, 18.023946 | 10011000690001 | Ladda upp en bild av detta fornminne      |
| Vidbo 70:1                        | Gravfält                         |              | Vidbo, Uppland      |       | 59.702880, 17.979387 | 10011000700001 | Ladda upp en bild av detta fornminne      |
| Vidbo 71:1                        | Gravfält                         |              | Vidbo, Uppland      |       | 59.704134, 17.979235 | 10011000710001 | Ladda upp en bild av detta fornminne      |
| Vidbo 72:1                        | Hög                              |              | Vidbo, Uppland      |       | 59.704892, 17.978244 | 10011000720001 | Ladda upp en bild av detta fornminne      |
| Vidbo 73:1                        | Stensättning                     |              | Vidbo, Uppland      |       | 59.704763, 17.977251 | 10011000730001 | Ladda upp en bild av detta fornminne      |
| Vidbo 73:2                        | Stensättning                     |              | Vidbo, Uppland      |       | 59.704726, 17.976612 | 10011000730002 | Ladda upp en bild av detta fornminne      |
| Vidbo 74:1                        | Gravfält                         |              | Vidbo, Uppland      |       | 59.703493, 17.976831 | 10011000740001 | Ladda upp en bild av detta fornminne      |
| Vidbo 75:1                        | Gravfält                         |              | Vidbo, Uppland      |       | 59.702871, 17.977045 | 10011000750001 | Ladda upp en bild av detta fornminne      |
| Vidbo 76:1                        | Stensättning                     |              | Vidbo, Uppland      |       | 59.702952, 17.987168 | 10011000760001 | Ladda upp en bild av detta fornminne      |
| Vidbo 77:1                        | Gravfält                         |              | Vidbo, Uppland      |       | 59.692002, 17.995899 | 10011000770001 | Ladda upp en bild av detta fornminne      |
| Vidbo 79:1                        | Röse                             |              | Vidbo, Uppland      |       | 59.678343, 17.985289 | 10011000790001 | Ladda upp en bild av detta fornminne      |
| Vidbo 82:1                        | Gravfält                         |              | Vidbo, Uppland      |       | 59.700672, 17.971016 | 10011000820001 | Ladda upp en bild av detta fornminne      |
| Vidbo 85:1                        | Gravfält                         |              | Vidbo, Uppland      |       | 59.693012, 17.971732 | 10011000850001 | Ladda upp en bild av detta fornminne      |
| Vidbo 86:1                        | Gravfält                         |              | Vidbo, Uppland      |       | 59.693430, 17.972899 | 10011000860001 | Ladda upp en bild av detta fornminne      |
| Vidbo 88:1                        | Gravfält                         |              | Vidbo, Uppland      |       | 59.698274, 17.972058 | 10011000880001 | Ladda upp en bild av detta fornminne      |
| Vidbo 89:1                        | Gravfält                         |              | Vidbo, Uppland      |       | 59.700020, 17.972498 | 10011000890001 | Ladda upp en bild av detta fornminne      |
| Vidbo 90:1                        | Gravfält                         |              | Vidbo, Uppland      |       | 59.701184, 17.975169 | 10011000900001 | Ladda upp en bild av detta fornminne      |
| Vidbo 91:1                        | Gravfält                         |              | Vidbo, Uppland      |       | 59.701503, 17.975911 | 10011000910001 | Ladda upp en bild av detta fornminne      |
| Vidbo 92:1                        | Stensättning                     |              | Vidbo, Uppland      |       | 59.699169, 17.974538 | 10011000920001 | Ladda upp en bild av detta fornminne      |
| Vidbo 92:2                        | Stensättning                     |              | Vidbo, Uppland      |       | 59.699059, 17.974497 | 10011000920002 | Ladda upp en bild av detta fornminne      |
| Vidbo 92:3                        | Stensättning                     |              | Vidbo, Uppland      |       | 59.699097, 17.974642 | 10011000920003 | Ladda upp en bild av detta fornminne      |
| Vidbo 93:1                        | Gravfält                         |              | Vidbo, Uppland      |       | 59.704552, 17.975718 | 10011000930001 | Ladda upp en bild av detta fornminne      |
| Vidbo 94:1                        | Stensättning                     |              | Vidbo, Uppland      |       | 59.708809, 17.974681 | 10011000940001 | Ladda upp en bild av detta fornminne      |
| Vidbo 95:1                        | Stensättning                     |              | Vidbo, Uppland      |       | 59.708456, 17.975970 | 10011000950001 | Ladda upp en bild av detta fornminne      |
| Vidbo 95:2                        | Stensättning                     |              | Vidbo, Uppland      |       | 59.708230, 17.975635 | 10011000950002 | Ladda upp en bild av detta fornminne      |
| Vidbo 95:3                        | Röse                             |              | Vidbo, Uppland      |       | 59.707888, 17.975691 | 10011000950003 | Ladda upp en bild av detta fornminne      |
| Vidbo 95:4                        | Stensättning                     |              | Vidbo, Uppland      |       | 59.707761, 17.975830 | 10011000950004 | Ladda upp en bild av detta fornminne      |
| Vidbo 95:5                        | Stensättning                     |              | Vidbo, Uppland      |       | 59.708058, 17.976381 | 10011000950005 | Ladda upp en bild av detta fornminne      |
| Vidbo 96:1                        | Stensättning                     |              | Vidbo, Uppland      |       | 59.708808, 17.973279 | 10011000960001 | Ladda upp en bild av detta fornminne      |
| Vidbo 97:1                        | Stensättning                     |              | Vidbo, Uppland      |       | 59.709866, 17.982538 | 10011000970001 | Ladda upp en bild av detta fornminne      |
| Vidbo 98:1                        | Fornborg                         |              | Vidbo, Uppland      |       | 59.712275, 17.982953 | 10011000980001 | Ladda upp en bild av detta fornminne      |
| Vidbo 99:1                        | Gravfält                         |              | Vidbo, Uppland      |       | 59.709320, 17.988456 | 10011000990001 | Ladda upp en bild av detta fornminne      |
| Vidbo 100:1                       | Stensättning                     |              | Vidbo, Uppland      |       | 59.709259, 17.989340 | 10011001000001 | Ladda upp en bild av detta fornminne      |
| Vidbo 100:2                       | Stensättning                     |              | Vidbo, Uppland      |       | 59.709437, 17.989493 | 10011001000002 | Ladda upp en bild av detta fornminne      |
| Vidbo 101:1                       | Hög                              |              | Vidbo, Uppland      |       | 59.711765, 17.991512 | 10011001010001 | Ladda upp en bild av detta fornminne      |
| Vidbo 103:1                       | Stensättning                     |              | Vidbo, Uppland      |       | 59.718205, 18.000274 | 10011001030001 | Ladda upp en bild av detta fornminne      |
| Vidbo 103:2                       | Stensättning                     |              | Vidbo, Uppland      |       | 59.718228, 18.000109 | 10011001030002 | Ladda upp en bild av detta fornminne      |
| Vidbo 104:1                       | Gravfält                         |              | Vidbo, Uppland      |       | 59.711821, 17.995992 | 10011001040001 | Ladda upp en bild av detta fornminne      |
| Vidbo 106:1                       | Stensättning                     |              | Vidbo, Uppland      |       | 59.697996, 17.980864 | 10011001060001 | Ladda upp en bild av detta fornminne      |
| Vidbo 106:2                       | Stensättning                     |              | Vidbo, Uppland      |       | 59.698171, 17.980808 | 10011001060002 | Ladda upp en bild av detta fornminne      |
| Vidbo 107:1                       | Stensättning                     |              | Vidbo, Uppland      |       | 59.698285, 17.981606 | 10011001070001 | Ladda upp en bild av detta fornminne      |
| Vidbo 107:2                       | Stensättning                     |              | Vidbo, Uppland      |       | 59.697940, 17.981780 | 10011001070002 | Ladda upp en bild av detta fornminne      |
| Vidbo 109:1                       | Stensättning                     |              | Vidbo, Uppland      |       | 59.686833, 17.993706 | 10011001090001 | Ladda upp en bild av detta fornminne      |
| Vidbo 110:1                       | Stensättning                     |              | Vidbo, Uppland      |       | 59.684855, 18.000117 | 10011001100001 | Ladda upp en bild av detta fornminne      |
| Vidbo 110:2                       | Stensättning                     |              | Vidbo, Uppland      |       | 59.684919, 17.999845 | 10011001100002 | Ladda upp en bild av detta fornminne      |
| Vidbo 111:1                       | Stensättning                     |              | Vidbo, Uppland      |       | 59.689526, 18.006194 | 10011001110001 | Ladda upp en bild av detta fornminne      |
| Vidbo 114:1                       | Gravfält                         |              | Vidbo, Uppland      |       | 59.711180, 18.027099 | 10011001140001 | Ladda upp en bild av detta fornminne      |
| Vidbo 115:1                       | Stensättning                     |              | Vidbo, Uppland      |       | 59.713061, 18.024518 | 10011001150001 | Ladda upp en bild av detta fornminne      |
| Vidbo 116:1                       | Fornborg                         |              | Vidbo, Uppland      |       | 59.722970, 17.982526 | 10011001160001 | Ladda upp en bild av detta fornminne      |
| Vidbo 118:1                       | Gravfält                         |              | Vidbo, Uppland      |       | 59.729635, 17.987286 | 10011001180001 | Ladda upp en bild av detta fornminne      |
| Vidbo 119:1                       | Stensättning                     |              | Vidbo, Uppland      |       | 59.686773, 18.005711 | 10011001190001 | Ladda upp en bild av detta fornminne      |
| Vidbo 120:1                       | Stensättning                     |              | Vidbo, Uppland      |       | 59.682512, 18.000137 | 10011001200001 | Ladda upp en bild av detta fornminne      |
| Vidbo 121:1                       | Röse                             |              | Vidbo, Uppland      |       | 59.683301, 18.000446 | 10011001210001 | Ladda upp en bild av detta fornminne      |
| Vidbo 124:1                       | Hög                              |              | Vidbo, Uppland      |       | 59.701065, 17.993138 | 10011001240001 | Ladda upp en bild av detta fornminne      |
| Vidbo 125:1                       | Stensättning                     |              | Vidbo, Uppland      |       | 59.701705, 17.991948 | 10011001250001 | Ladda upp en bild av detta fornminne      |
| Vidbo 130:1                       | Stensättning                     |              | Vidbo, Uppland      |       | 59.695816, 17.982272 | 10011001300001 | Ladda upp en bild av detta fornminne      |
| Vidbo 134:1                       | Runristning                      |              | Vidbo, Uppland      |       | 59.700662, 17.977644 | 10011001340001 | Ladda upp en bild av detta fornminne      |
| Vidbo 140:1                       | Röse                             |              | Vidbo, Uppland      |       | 59.686930, 18.011937 | 10011001400001 | Ladda upp en bild av detta fornminne      |
| Vidbo 141:1                       | Stensättning                     |              | Vidbo, Uppland      |       | 59.708420, 18.002186 | 10011001410001 | Ladda upp en bild av detta fornminne      |
| Vidbo 141:2                       | Stensättning                     |              | Vidbo, Uppland      |       | 59.708580, 18.001741 | 10011001410002 | Ladda upp en bild av detta fornminne      |
| Vidbo 150:1                       | Stensättning                     |              | Vidbo, Uppland      |       | 59.692495, 18.008623 | 10011001500001 | Ladda upp en bild av detta fornminne      |
| Rickebys gamla tomt (Vidbo 151:2) | Hällristning                     |              | Vidbo, Uppland      |       | 59.711815, 17.990496 | 10011001510002 | Ladda upp en bild av detta fornminne      |
| Vidbo 152:1                       | Stensättning                     |              | Vidbo, Uppland      |       | 59.715349, 17.996068 | 10011001520001 | Ladda upp en bild av detta fornminne      |
| Vidbo 158:1                       | Stensättning                     |              | Vidbo, Uppland      |       | 59.721887, 18.020452 | 10011001580001 | Ladda upp en bild av detta fornminne      |
| Vidbo 158:2                       | Stensättning                     |              | Vidbo, Uppland      |       | 59.722119, 18.019885 | 10011001580002 | Ladda upp en bild av detta fornminne      |
| Vidbo 160:1                       | Gravfält                         |              | Vidbo, Uppland      |       | 59.709003, 17.978129 | 10011001600001 | Ladda upp en bild av detta fornminne      |
| Vidbo 166:1                       | Stensättning                     |              | Vidbo, Uppland      |       | 59.717616, 17.971992 | 10011001660001 | Ladda upp en bild av detta fornminne      |
| Vidbo 168:1                       | Stensättning                     |              | Vidbo, Uppland      |       | 59.729654, 17.986245 | 10011001680001 | Ladda upp en bild av detta fornminne      |
| Vidbo 185                         | Lägenhetsbebyggelse              |              | Vidbo, Uppland      |       | 59.718614, 18.021153 | 12000000117756 | Ladda upp en bild av detta fornminne      |